# Rif (IJsland)
Rif is een vissersplaats in IJsland aan de Breiðafjörður. Rif ligt op het Snæfellsnes schiereiland ten westen van Ólafsvík in de regio Vesturland. Rif heeft ongeveer 130 inwoners en maakt sinds 1994 deel van de gemeente Snæfellsbær uit.
In de late middeleeuwen was Rif een aanzienlijke handelshaven.

## Omgeving
Niet ver van Ríf liggen de Svöðufoss en de Kerlingarfoss watervallen.

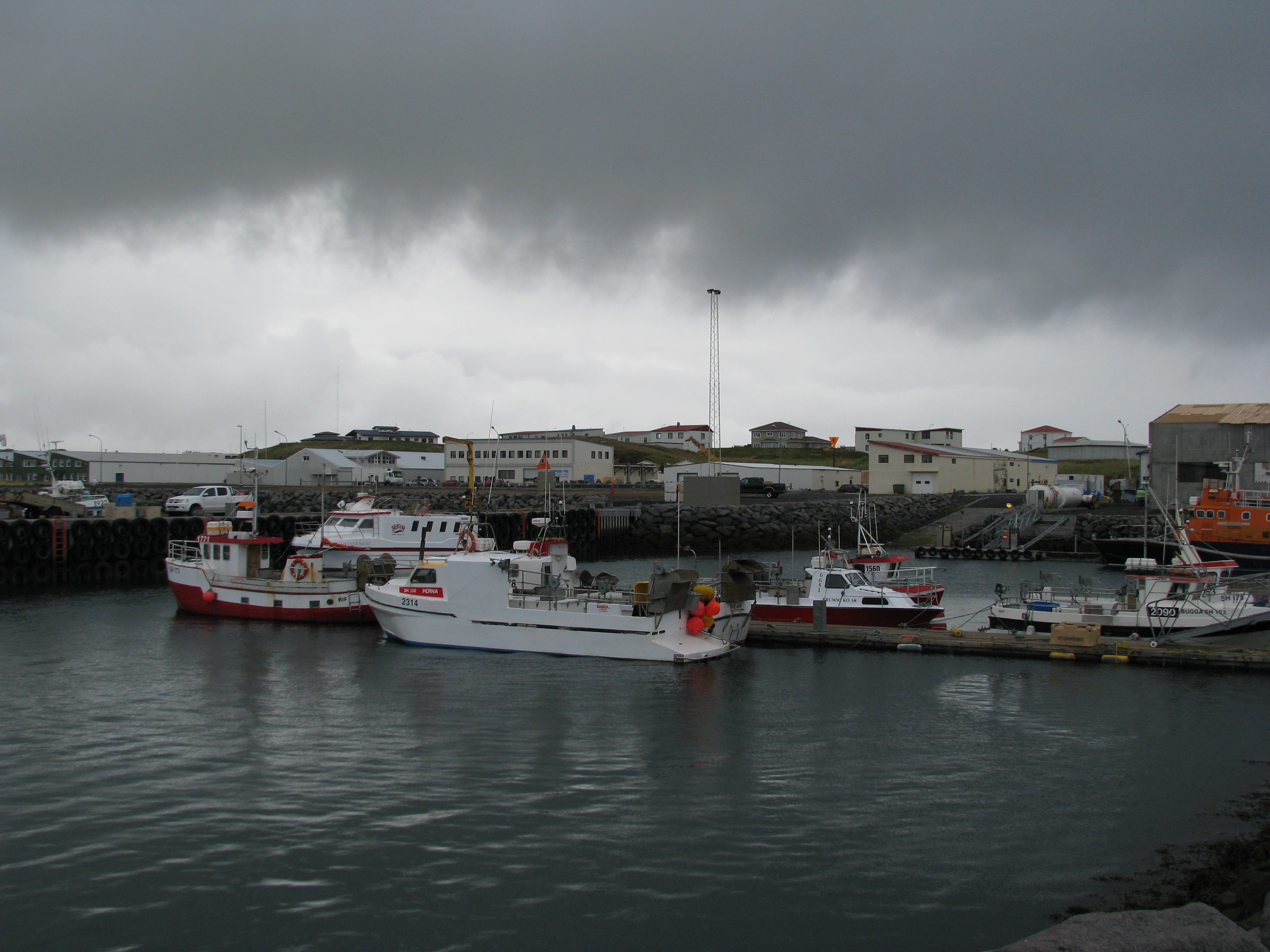
Haven van Rif.